# Nemili
Nemili là một thị xã panchayat của quận Vellore thuộc bang Tamil Nadu, Ấn Độ.

## Nhân khẩu
Theo điều tra dân số năm 2001 của Ấn Độ, Nemili có dân số 9382 người. Phái nam chiếm 51% tổng số dân và phái nữ chiếm 49%. Nemili có tỷ lệ 69% biết đọc biết viết, cao hơn tỷ lệ trung bình toàn quốc là 59,5%: tỷ lệ cho phái nam là 79%, và tỷ lệ cho phái nữ là 60%. Tại Nemili, 10% dân số nhỏ hơn 6 tuổi.